# سیاه‌مرغ‌های لاغر
سیاه‌مرغ‌های لاغر (نام علمی: Agelasticus) نام یک سرده از تیره سیاه‌پره‌ایان است.